# К-219
К-219 — советская атомная подводная лодка стратегического назначения проекта 667АУ «Налим». Построена в 1970—1971 годах, входила в состав Северного флота. 3 октября 1986 года на лодке произошёл взрыв баллистической ракеты в одной из шахт. Через три дня, 6 октября, лодка затонула в Атлантическом океане на глубине 5500 метров. Бо́льшая часть экипажа была спасена.

## История строительства
Лодка была заложена 28 мая 1970 года в цехе № 50 на Севмаше, Северодвинск по проекту 667А «Навага» под заводским номером 460, достраивалась по проекту 667АУ «Налим». Спуск на воду состоялся 18 октября 1971 года, 31 декабря того же года подписан приёмный акт.

## История службы
8 февраля 1972 года К-219 вошла в состав 31-й дивизии подводных лодок Краснознамённого Северного флота с базированием в Гаджиево.
31 августа 1973 года была нарушена герметичность ракетной шахты № 15, в результате чего в неё начала проникать вода. Вода вступила в реакцию с компонентом ракетного топлива — тетраоксидом азота (гептилом), образовавшаяся агрессивная азотная кислота повредила топливопроводы ракеты. В результате произошёл взрыв двухкомпонентной смеси, баки ракеты были разрушены, сработавшая система орошения остановила развитие аварии, ракетная шахта была полностью затоплена, корабль самостоятельно вернулся на базу. После происшествия ракетная шахта № 15 была выведена из использования, ракета изъята, а шахта заглушена.
В 1976 году К-219 совершила боевую службу. В 1980 году прошла средний ремонт на СРЗ «Звёздочка» и передана 19-й дивизии подводных лодок.

### Последний поход
4 сентября 1986 года К-219 вышла из порта приписки Гаджиево и направилась на запад к побережью США. Там она должна была нести патрульную службу с 15 ядерными ракетами на борту.
Команда была основана на первом (основном) экипаже однотипной лодки К-241 под командованием капитана 2-го ранга Игоря Британова, старший помощник — Сергей Владимиров, командир БЧ-2 (ракетной) — Александр Петрачков, командир дивизиона движения БЧ-5 — Геннадий Капитульский, замполит — Юрий Сергиенко.
При подготовке к выходу в море на АПЛ заменили 12 офицеров из 32, в том числе старшего помощника (штатный старпом К-241 Игорь Курдин в походе не участвовал), помощника командира, командиров ракетной и минно-торпедной боевых частей, начальника радиотехнической службы, корабельного врача, командира электротехнического дивизиона, 4 командиров отсеков. Из 38 мичманов были заменены 12, в том числе оба старшины команд ракетной БЧ-2.
Вскоре после погружения в Баренцевом море в ракетной шахте № 6 открылась течь, однако ответственный за ракетное вооружение офицер Петрачков не доложил об этом командиру Британову. Неисправность была выявлена уже давно, проявилась она и при контрольном выходе перед отправкой на позицию, но по приказу флагманского специалиста дивизии замечание сняли, о неисправности не докладывали. Лишнюю воду сливали шлангами.
Между островами Великобритании и Исландии К-219 была обнаружена гидроакустической системой СОСУС и ВМС США получили соответствующее сообщение о входе неизвестной лодки в Атлантику. Командир Британов безуспешно пытался избежать обнаружения, маскируясь в шумах сухогруза и огибая установленные на морском дне буи системы СОСУС. 3 октября, за несколько часов до входа в зону патрулирования (680 миль на северо-восток от Бермудских островов), произошёл гидроакустический контакт с подводной лодкой типа «Лос-Анджелес» USS Augusta (SSN-710), следовавшей встречным курсом для патрулирования побережья СССР.

#### Взрыв
На начало 3 октября поступление воды усилилось и необходимо было уже как минимум два раза в день откачивать воду из ракетной шахты № 6. Ранним утром, во время выполнения манёвра проверки отсутствия слежения (известного у американских военных как «Сумасшедший Иван») ракетная шахта № 6 полностью заполнилась водой, попытки откачать воду результата не дали, давление на ракету стало возрастать, приближаясь к забортному. Всё развивалось по тому же сценарию, что и в 1973 году — образовалась агрессивная смесь из компонентов ракетного топлива. Офицер по ракетному вооружению Петрачков предложил всплыть до глубины 50 м, заполнить ракетную шахту водой и выстрелить ракету аварийным запуском маршевых двигателей (смена глубины была необходима, чтобы защитить ракету от разрушения в шахте под действием высокого водяного давления). Для заполнения водой ракетной шахты крейсеров класса «Налим»/«Навага» необходимо примерно 5 минут, однако ракета взорвалась ещё в шахте. Взрыв разрушил внешнюю стенку прочного корпуса и боеголовки ракеты. Некоторые части ракеты вылетели в море, некоторые упали внутрь крейсера и, в реакции с водой, начали производить ядовитые газы.
Через пробоину на ракетной палубе, примерно в середине корпуса, поступила вода, в результате чего корабль неконтролируемо погрузился на глубину порядка 300 метров — почти максимально допустимую глубину погружения.
В момент взрыва рули были в нейтральном положении. В качестве аварийной меры командир Британов отдал приказ на экстренное всплытие, и через две минуты после взрыва К-219 всплыла.
Экипаж покинул полузатопленный загазованный четвёртый ракетный отсек и задраил герметичные переборки. Образовавшаяся азотная кислота не успела разъесть резиновые уплотнения перегородок к носу и корме крейсера. Из-за ядовитых газов лодка фактически была разделена на две независимые половины: командный и торпедный отсек в носу были изолированы ракетным отсеком от остальных отсеков в корме.

#### Остановка реактора
Непосредственно перед аварией энергию лодке обеспечивал реактор правого борта, работу которого поддерживали на мощности 30 %. После аварийного всплытия реактор левого борта также был введён в работу, его текущий уровень мощности был 50 %.
В конце первых суток аварии пропало питание электросети правого борта, вследствие чего сработала аварийная защита реактора правого борта, но аварийная регулирующая кассета (компенсирующие решётки) не опустились в требуемое положение. Вскоре термометр системы охлаждения ядерного реактора правого борта показал резкое повышение температуры охлаждающей жидкости первого контура. Всё указывало на то, что если не заглушить реактор, то возможно расплавление активной зоны с непредсказуемыми последствиями вплоть до полного разрушения реактора. Попытка заглушить его с пульта управления главной энергетической установкой ничего не дала: вероятно, разогретый до высокой температуры газ разорвал трубы управления компенсирующей решёткой. В этом случае единственным вариантом заглушить реактор было опускание компенсирующих решёток вручную, для чего члены экипажа должны были войти непосредственно в реакторный отсек и при помощи специальных рукояток перевести решётки в нужное положение. Это означало, что они получат значительную дозу радиоактивного облучения, так как находившиеся на борту костюмы радиационной защиты были предназначены для ремонтных работ системы охлаждения реактора, но не в реакторной камере.
Командир реакторного отсека старший лейтенант Николай Беликов и 20-летний спецтрюмный матрос Сергей Преминин вошли в реакторную выгородку, чтобы вручную опустить компенсирующие решётки. Температура в камере достигала 70 °C. До того, как Беликов потерял сознание и был вынесен из камеры, Беликов и Преминин, работая по очереди, смогли опустить три из четырёх компенсирующих решёток. Это была тяжёлая физическая работа, поскольку от нагрева прогнулись направляющие. Затем дважды Преминин входил в камеру в одиночку, прежде чем смог опустить последнюю, четвёртую, решётку. Расплавление активной зоны реактора было предотвращено, но выйти Преминину не удалось — ни он, ни другие матросы из-за разницы давления не смогли открыть люк отсека, разделяющего реакторную выгородку от контрольного поста. Преминин погиб, а матросы были вынуждены отступать дальше в корму, поскольку лодку продолжал заполнять ядовитый оранжевый газ. Преминин ценой своей жизни предотвратил ядерную аварию в Гольфстриме и был посмертно награждён орденом Красной Звезды, в 1997 году Преминину было посмертно присвоено звание Героя Российской Федерации.
После всплытия К-219 установила контакт с ближайшим к месту трагедии советским рефрижератором «Фёдор Бредихин» Латвийского морского пароходства. Первыми в район аварии подошли советские транспортные суда: «Фёдор Бредихин», лесовоз «Бакарица» Северного морского пароходства, танкер «Галилео Галилей» Новороссийского морского пароходства, сухогруз «Красногвардейск» и новый ролкер «Анатолий Васильев» Балтийского морского пароходства. Позже в район аварии прибыли буксир ВМС США USNS «Powhatan» (T-ATF-166) и подводная лодка USS «Augusta» (SSN-710). Кроме того, в небе постоянно находился патрульный самолёт Р-3С Orion с американского опорного пункта на Бермудских островах.
Реактор левого борта продолжал снабжать корабль энергией до тех пор, пока командир не приказал остановить реактор и эвакуировать личный состав на подошедшие советские корабли. Аварийная защита реактора левого борта успешно заглушила его в автоматическом режиме, личный состав, кроме шести офицеров и командира, был переведён на гражданские суда. В этот момент в ракетных и дизель-генераторном отсеках продолжался пожар, реакторный отсек был под давлением и недоступен, не исключался пожар и в кормовых отсеках.

#### Эвакуация экипажа
Вскоре первые два судна умеренного тоннажа (рефрижератор «Фёдор Бредихин» и лесовоз «Бакарица») ушли в порты назначения. К этому моменту как командованию ВМС США, так и командованию ВМФ СССР было очевидно, что К-219 придётся буксировать. Основная работа по взаимодействию с экипажем К-219 велась экипажами «Красногвардейска» и «Анатолия Васильева», а экипаж танкера «Галилео Галилей» их подстраховывал. Американцы предлагали помощь, но советское командование решило действовать своими силами. В первые часы после прихода советских транспортных судов экипаж К-219, за исключением командира Британова и аварийной партии, был принят на сухогруз «Красногвардейск» и ролкер «Анатолий Васильев». С 3 по 6 октября аварийные партии К-219, базируясь на «Красногвардейске» и на «Анатолии Васильеве», боролись с огнём и водой в отсеках АПЛ. Миссию буксира выполнял сухогруз «Красногвардейск». Для этого с носа на корму вручную перетащили якорную цепь, дважды обнесли вокруг комингса кормового трюма и соединили скобой, образовав буксирный гак. За него закрепили два буксирных троса, принятых с «Анатолия Васильева» и «Галилео Галилея». Собственный буксирный трос «Красногвардейска» не годился из-за малого диаметра и недостаточной длины.
С двух самолётов Ту-95, вылетевших из-под Калининграда и летевших более суток, были сброшены контейнеры с запасными частями и оборудованием. Часть контейнеров разбилась при ударе о воду, и их содержимое пошло на дно. Уцелевшие контейнеры были подобраны и доставлены на «Красногвардейск», из-за чего была приостановлена почти на сутки подготовка к буксировке и сама буксировка К-219. В контейнерах находились изолирующие дыхательные аппараты, причём почти все — без запаса регенерирующих патронов.
Кроме Ту-95, прилетали советские истребители, базирующиеся на Кубе, продемонстрировав техническую возможность защиты К-219 и судов ВМФ в случае крайней необходимости. В связи с непрерывным распространением ядовитого газа на борту К-219 было принято решение эвакуировать экипаж. На борту крейсера остался командир Британов для предотвращения высадки американцев на оставленный экипажем корабль.
Первоначально планировалось доставить экипаж К-219 в Советский Союз на «Красногвардейске», одновременно поручив ему буксировку аварийной АПЛ. В каютах и судовых помещениях «Красногвардейска» были размещены почти все члены экипажа К-219, за исключением командира и аварийной партии, находящихся на подводном крейсере. С «Анатолия Васильева» на «Красногвардейск» переправили достаточное количество продовольствия, но потом продукты вернули обратно, так как было принято решение доставить экипаж К-219 в количестве 115 человек на ролкере «Анатолий Васильев» в столицу Кубы Гавану, а оттуда специальным авиарейсом — в Москву.
Во время эвакуации на спасательных плавсредствах ПЛ «Augusta» предпринимала манёвры в непосредственной близости от места событий: с поднятым перископом она сближалась со спасательными лодками и плотами с целью сделать крупные фотографии их содержимого. Советские моряки отказывались от предложений о помощи с буксира «Powhatan», поскольку мотивация американцев была очевидна (отбуксированный на близлежащую американскую базу советский подводный стратег стал бы настоящим сокровищем), и решительно противодействовали на завершающей стадии спасательной операции попытке перехватить шлюпку с группой офицеров во главе с командиром Британовым и секретными документами. Для этого капитан Е. П. Данилкин направил «Красногвардейск» на американский буксир, сообщив по радио, что на судне неисправно рулевое управление и тот сменил курс.

#### Гибель
В ночь на 6 октября, когда «Красногвардейск» буксировал К-219 в восточном направлении, по невыясненным причинам буксирный трос оборвался.
Объём поступившей в прочный корпус воды перешёл критическую отметку, и в 11:03 6 октября 1986 года К-219 затонула на ровном киле, уйдя на глубину более 5 тысяч метров. Командир покинул тонущую субмарину только когда ограждение рубки поравнялось с уровнем воды, перейдя на спасательный плот.
Сухогруз «Красногвардейск» ещё почти неделю дежурил в районе гибели К-219. Члены экипажа измеряли дозиметром радиоактивность морской воды и вели наблюдение за поверхностью океана. Радиоактивность оказалась в норме, всплывших предметов не обнаружили.
Дежуривший «Красногвардейск» встречал прибывшие атомный крейсер «Киров» Северного флота, большой противолодочный корабль «Очаков» Черноморского флота и дизельную подводную лодку. К этому моменту все американские суда покинули этот район.
Четыре человека погибли на борту К-219:
- командир БЧ-2 (ракетной) капитан 3 ранга Александр Петрачков;
- матрос Николай Смаглюк;
- машинист Игорь Харченко;
- матрос-спецтрюмный реакторного отсека Сергей Преминин.

Впоследствии из членов экипажа, переживших катастрофу, умерли ещё четыре человека:
- Владимир Марков, командир БЧ-4, капитан 3-го ранга;
- Владимир Карпачёв, помощник командира, капитан-лейтенант;
- Игорь Красильников, главный инженер-механик, командир БЧ-5, капитан 2-го ранга;
- Раймундас Садаускас, старшина первой статьи.

### Сообщения ТАСС
Сообщение ТАСС от 4 октября гласило:

Утром 3 октября на советской атомной подводной лодке с баллистическими ракетами на борту в районе примерно 1000 км северо-восточнее Бермудских островов в одном из отсеков произошёл пожар.

Экипажем подводной лодки и подошедшими советскими кораблями производится ликвидация последствий пожара. На борту подводной лодки есть пострадавшие. Три человека погибли.

Комиссией специалистов в Москве проанализирована сложившаяся ситуация. Комиссия пришла к выводу, что опасности несанкционированных действий оружия, ядерного взрыва и радиоактивного заражения окружающей среды нет.— «Известия», 5 октября 1986 г.
Сообщение ТАСС от 7 октября гласило:

В течение 3-6 октября 1986 г. экипажем нашей подводной лодки, на которой произошла авария, и личным составом подошедших советских кораблей велась борьба за обеспечение её непотопляемости.

Несмотря на предпринятые усилия, подводную лодку спасти не удалось.

6 октября в 11 часов 03 минуты она затонула на большой глубине. Экипаж эвакуирован на подошедшие советские корабли. Потерь в составе экипажа, кроме тех, о которых сообщалось 4 октября 1986 г., нет.

Обстоятельства, приведшие к гибели лодки, продолжают выясняться, но непосредственной причиной является быстрое проникновение воды извне. Реактор заглушен. По заключению специалистов, возможность ядерного взрыва и радиоактивного заражения среды исключается.— «Известия», 8 октября 1986 г.

### Мнения сторон
Среди советских моряков была озвучена версия взрыва ракеты, как результат столкновения американской подводной лодки с советской лодкой в районе крышек ракетных шахт. Обосновывалось это тем, что в конце октября 1986 года USS «Augusta» вернулась в порт приписки, военно-морскую базу Нью-Лондон с повреждениями, вызванными столкновением. Сам И. Британов в конце Холодной войны сказал в интервью сотрудникам ВМС США: «Не было никакого столкновения».
Американское и советское правительства в течение 3 октября делали официальные заявления о происшествии. Представители ВМС США созвали пресс-конференцию, на которой была представлена карта зоны аварии. И советское, и американское военные ведомства заявили, что опасности ядерного взрыва и утечки радиоактивных веществ нет.
Обе стороны постарались воздерживаться от взаимных обвинений. Уже позже представители ВМС США опубликовали следующее заявление, о том что «Военно-морской флот Соединённых Штатов категорически отвергает обвинение в том, что какая-либо американская субмарина столкнулась с советской субмариной К-219 класса Yankee или что ВМФ предприняли какие-либо действия, повредившие советскую Yankee и приведшие её к гибели».

### Последствия
По возвращении в Советский Союз командир Британов ожидал суда в Свердловске до мая 1987 года, когда при новом Министре Обороны СССР Дмитрии Язове с него были сняты все обвинения. С флота И. Британов был уволен без права ношения формы. Экипаж К-241 был переформирован в первый экипаж К-219 и осенью 1987 года был расформирован. Командование Северного флота подало представления о награждении подводников, отклонённое Министерством обороны. Корабль продолжает оставаться на дне Саргассова моря.

## Галерея
- К-219 в профиль на поверхности воды. Из разрушенной ракетной шахты выбиваются оранжевые клубы оксидов азота
- Вид с другой стороны. Хорошо виден оранжевый дым из шахты.
- Вид сверху, справа. Видны масштабы внешних повреждений.
- Вид сверху, спереди. Видны масштабы внешних повреждений.

## Память
Бывший военно-морской атташе американского посольства в Москве Питер Хухтхаузен (Peter Huchthausen), совместно с бывшим старшим помощником К-219 Игорем Курдиным (офицером первого экипажа субмарины, не участвовавшим в её последнем походе) в 1997 году написал документальную книгу «Враждебные воды» (англ. «Hostile Waters»), изданную на английском языке издательством Arrow Books. В январе 2003 года книга была переведена на немецкий язык и печаталась под названием «Во враждебных водах — Конец К-219» (нем. «In feindlichen Gewässern – Das Ende der K-219»). В дальнейшем эта тема неоднократно поднималась и в прочих книгах, например в книге «Охота под водой» (нем. «Jagd unter Wasser»).
В 1997 году кинокомпания Warner Brothers сняла фильм «Враждебные воды». Продюсеры привлекали И. Британова в качестве консультанта на стадии съёмок картины, однако впоследствии Британов выступил против кинокомпании с судебным иском, заявив, что ему нравится игра исполнителя главной роли, Рутгера Хауэра, однако, фильм содержит много вымысла и представляет Британова некомпетентным командиром. Позже ему предлагали небольшую компенсацию в 5000 долларов, однако договориться по неизвестным причинам не смогли. Судебное разбирательство длилось более 3 лет. В августе 2004 года Британов выиграл процесс и, по сведениям некоторых СМИ, получил компенсацию до 100 тысяч долларов (официально точная сумма компенсации не разглашалась).
В 2006 году, к двадцатой годовщине гибели лодки, был снят документальный фильм «К-219. Последний поход», вышедший в эфир на Российском телевидении. Фильм был номинирован на премию «Эмми».